# FinePix S1 Pro
La Fujifilm FinePix S1 Pro era una fotocamera digitale reflex con ottica intercambiabile introdotta in commercio nel gennaio 2000.
Il corpo della macchina è una  Nikon N60, modificata da Fujifilm per includere i propri meccanismi elettronici (quella Nikon non era digitale). La differenza principale con la fotocamera è il sensore da 3.1 megapixel, noto come Super CCD, che permette di avere un'immagine di output equivalente a 6,2 megapixel. Era fornita di Auto Focus. 
A causa del corpo Nikon, ha un attacco per ottiche Nikon F,  perciò è usata con quasi tutte le ottiche Nikon da 35 mm.  
La fotocamera non è più in produzione, essendo stata superata  dalla Fujifilm FinePix S2 Pro nel gennaio 2002.